# 円通寺 (美濃市)
圓通寺（えんつうじ）は、岐阜県美濃市にある臨済宗妙心寺派（東海派大雄院下）の寺院。山号は臥竜山。

## 歴史
寛永3年（1626年）に清泰寺三世の北州祖秀により、その塔頭として建立された。
江戸時代を通じて上有知（現在の美濃市市街地）の住人を檀家として繁栄した。
そのため、寺には上有知出身の儒学者村瀬藤城や画家の村瀬太乙、書家の村瀬秋水、本居春庭の門人で喪山考を著した国学者河村内郷の墓があり、美濃市の史跡に指定されている。
また、寺内には弘法大師が祀られており、中濃八十八ヶ所霊場の三十八番札所となっている。